# Lacassagne
Lacassagne é uma comuna francesa na região administrativa de Occitânia, no departamento dos Altos Pirenéus. Estende-se por uma área de 6,65 km². Em 2010 a comuna tinha 239 habitantes (densidade: 35,9 hab./km²).